# Golden Sahara II
Pour les articles homonymes, voir Golden et Sahara (homonymie).
La Golden Sahara II ou Concept Goodyear Golden Sahara II (Sahara doré, en anglais) est un concept car futuriste personnalisé du préparateur-designer automobile américain George Barris, sur base de Lincoln Capri (en) 1953, présenté au salon Petersen Motorama de Los Angeles 1954,, et amélioré en version II en 1956.

## Histoire
Le préparateur-designer américain George Barris conçoit ce prototype Golden Sahara sur base du châssis-moteur accidenté de sa Lincoln Capri (en) 1953 personnelle, à moteur V8 de 200 ch,.

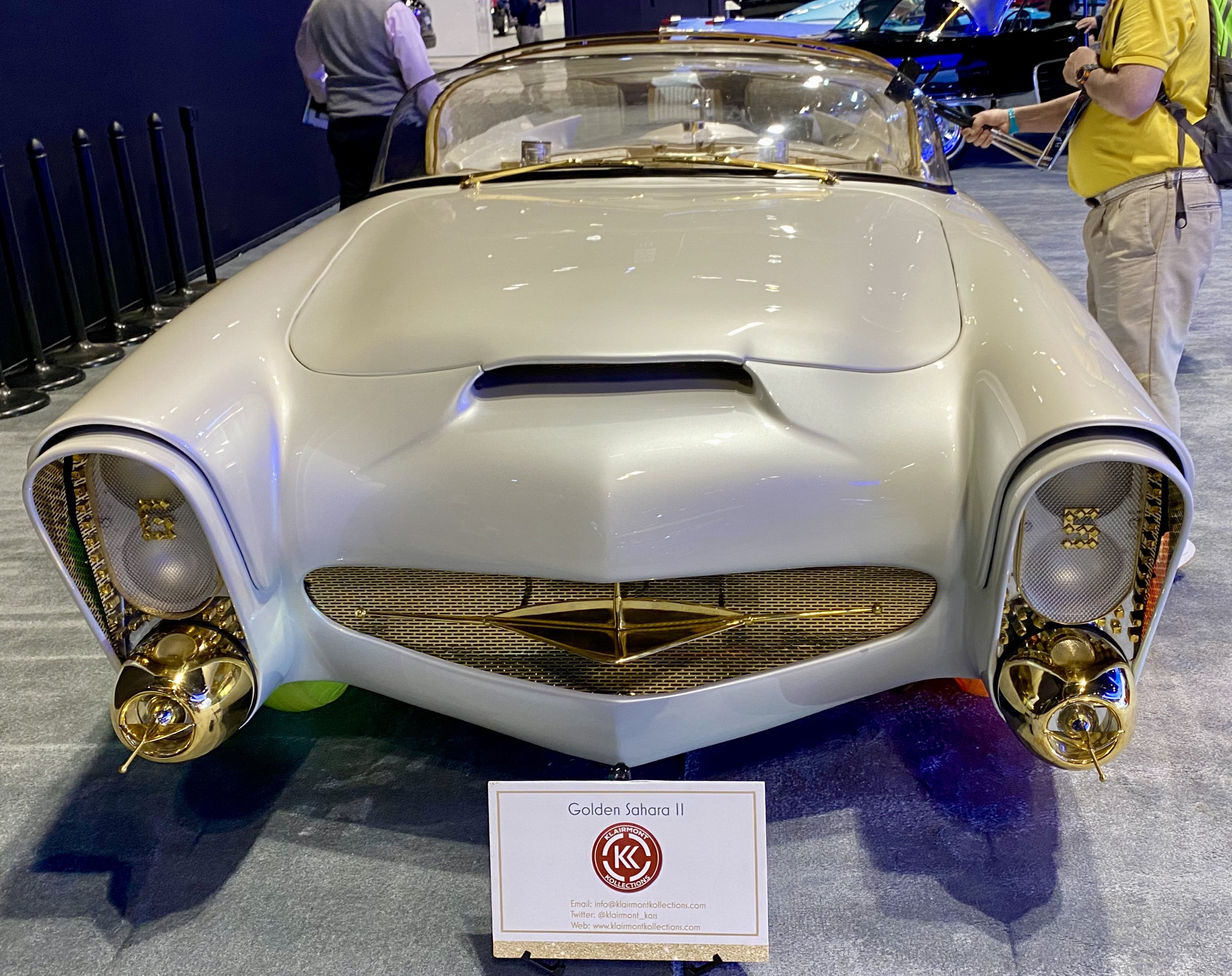
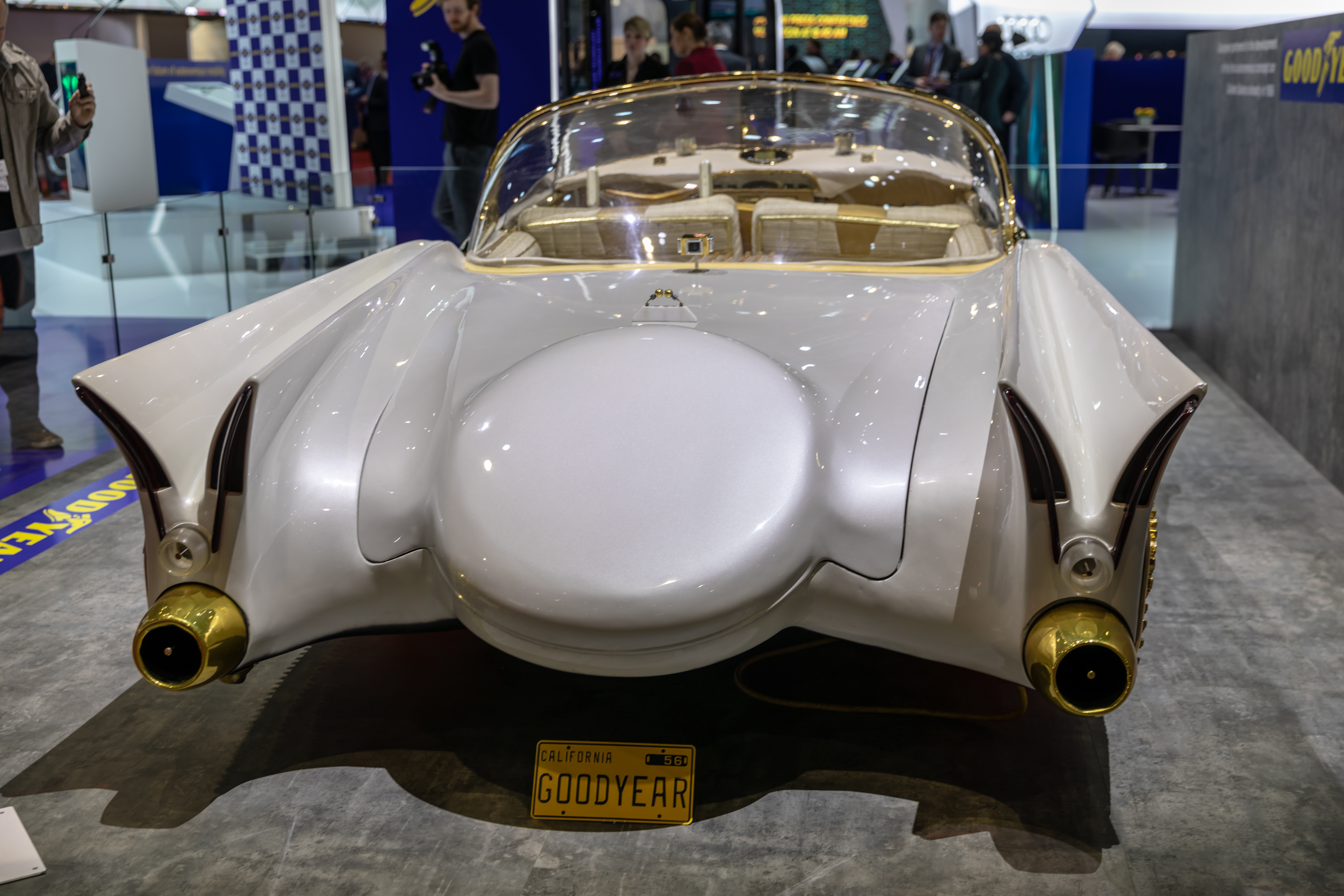

Le design est inspiré de l'ère du jet et des Batmobiles futuristes des années 1950, avec cockpit vitré de Lincoln Capri (en) 1953, intérieur luxueux, garnitures intérieures et extérieures plaquées or, pneumatiques translucides-lumineux Goodyear, et équipements électroniques d'avant garde et en partie factices pour l'époque : commandes de pilotage inspirées de l’aéronautique, freinage automatique d'urgence à base de capteurs d'obstacles, ouverture de porte électrique, commande vocale, radio, chaîne stéréo, magnétophone, télévision, téléphone, bar à cocktails,,,,...
Elle est présentée avec un important succès médiatique dans de nombreuses émissions de télévision de l'époque,, puis améliorée en version Golden Sahara II en 1956 (inspirée entre autres de la vague futuriste de l'époque des Ford FX-Atmos 1954, Ford Mystere 1955, Lincoln Futura 1955, Oldsmobile Golden Rocket 1956, et Lincoln Premiere 1956...).

## Voiture de collection

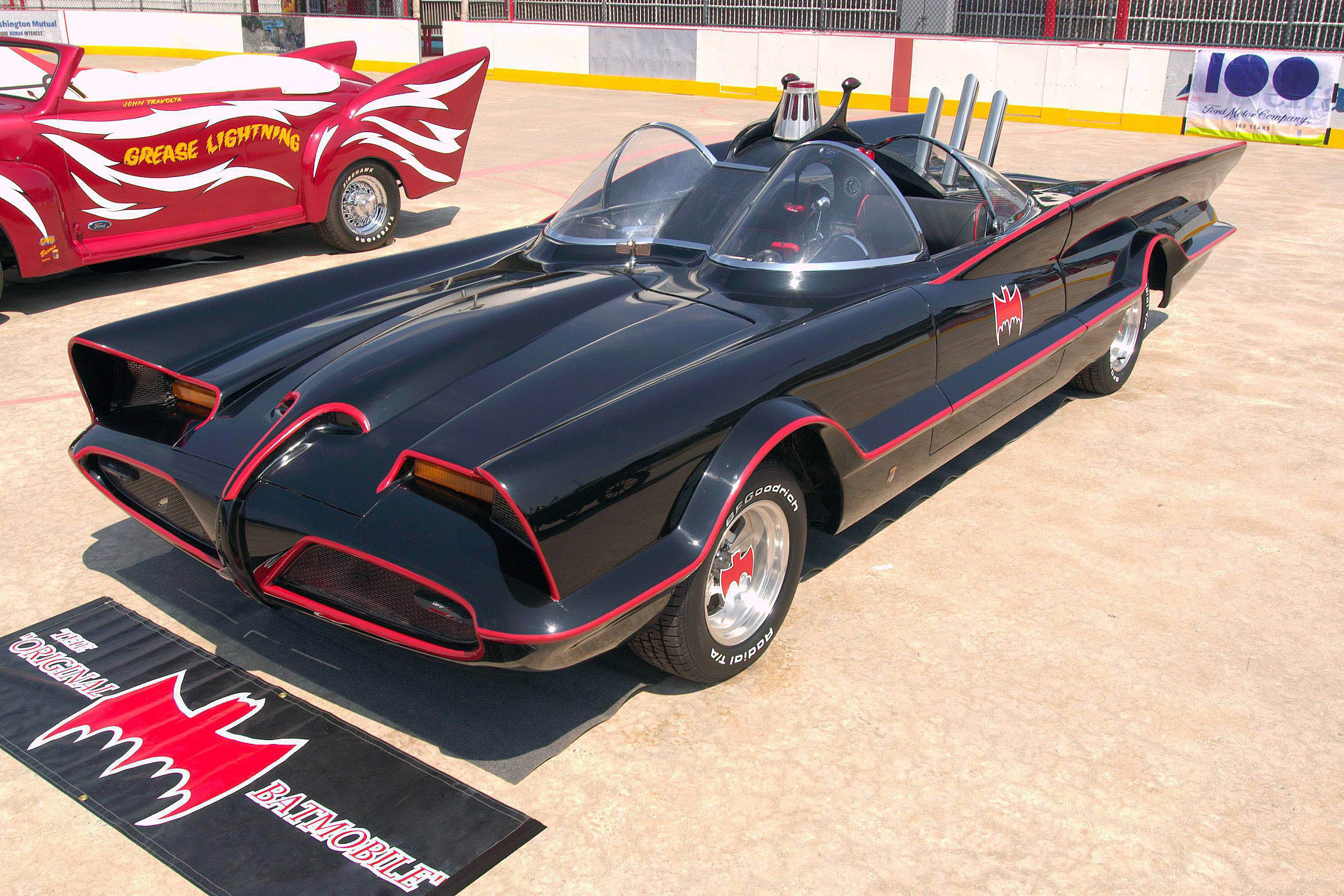
Batmobile du film Batman (1966), du préparateur-designer George Barris

Elle est achetée aux enchères à son propriétaire en 2018, et entièrement restaurée par le musée automobile Klairmont Kollections de Chicago et par Goodyear, puis présentée avec succès au salon international de l'automobile de Genève 2019.

## Au cinéma
- 1960 : Cendrillon aux grands pieds, de Frank Tashlin, avec Jerry Lewis[14],[15].
- 1966 : Batman, de Leslie H. Martinson (la Batmobile du film, également conçue par George Barris, est inspirée de la Golden Sahara II[16]).